# 1150
Évszázadok: 11. század – 12. század – 13. század
Évtizedek: 1100-as évek – 1110-es évek – 1120-as évek – 1130-as évek – 1140-es évek – 1150-es évek – 1160-as évek – 1170-es évek – 1180-as évek – 1190-es évek – 1200-as évek
Évek: 1145 – 1146 – 1147 – 1148 –  1149 – 1150 – 1151 – 1152 – 1153 – 1154 – 1155

## Események
- II. Géza személyesen vezet hadjáratot sógora, II. Izjaszláv kijevi nagyfejedelem megsegítésére.[1]
- I. Manuél bizánci császár meghódítja Szerbiát, amely eddig a magyar király vazallus állama volt.[1]
- IX. Erik svéd király trónra lépése (1160-ig uralkodik).
- A párizsi egyetem alapítása.
- Al-Záfir egyiptomi kalifa 53 toronnyal erősíti meg Askelón várát a keresztesek ellen.
- A cigányok első írásos említése Európában konstantinápolyi muzsikusokként.
- november 21. – VI. Sancho navarrai király (IV. Garcia fia) trónra lépése (1194-ig uralkodik).
- Az aberdeeni püspökség alapítása.
- Christian Malone megírja az írek történetét.
- III. Dharanindravarman khmer király trónra lépése.

## Születések
- V. Balduin hainaut-i gróf († 1195)
- Stephen Langton canterburyi érsek († 1228)

## Halálozások
- április / május – Henrik, III. Konrád német király fia, társuralkodó (* 1137)
- november 21. – VI. García navarrai király (* 1112)
- II. Suryavarman khmer király

## Európai időjárás
Három-négy hónapon át tartó fagy, a gyümölcsfák nagy fagykárokat szenvedtek.